# Bingo (película de 1991)
Bingo (Mira quien ladra en Hispanoamérica) es una película estadounidense de comedia familiar de aventuras dirigida por Matthew Robbins bajo una producción  de Thomas Baer Productions y TriStar Pictures y distribuido por TriStar Pictures. Se estrenó oficialmente el 9 de agosto de 1991 en los Estados Unidos y el 22 de mayo de 1992 en México.
La película está protagonizada por Robert J. Steinmiller en el papel de Chuckie Devlin, un chico joven al que un perro (Bingo) salva la vida cuando estaba a punto de morir ahogado, casualmente el animal se había escapado anteriormente de un circo. Pronto se hacen amigos inseparables y hacen todo juntos, incluso las tareas escolares, pero la unión no dura para siempre, su familia va a mudarse a Wisconsin dejando al animal atrás. Lejos de rendirse, Bingo empieza un viaje por todo el país con la intención de encontrarse con su dueño y amigo
Las críticas recibieron elogios sobre la trama y la película. El Washington Times le dio a Bingo una media estrella de cuatro, y lo consideró "El hijo problemático de las películas de mascotas". Con un bajo presupuesto de $10 millones de dólares, la película no logró recaudar con la película, la película sólo recaudó con $8,667,684 dólares resultando un fracaso de taquilla.

## Producción

### Rodaje
El primer rodaje comenzó el 12 de septiembre de 1990 y terminó el 8 de noviembre de 1990 en los lugares como Vancouver en Canadá y Green Bay en Wisconsin.

## Argumento

### En un principio
La película empieza en el circo donde Bingo, un perro inteligente de raza Border Collie se encarga de facilitar la tarea de los trabajadores, como traer cubos de agua, un día un caniche se clava un clavo en una pata por lo que no puede hacer el número, los cuidadores del animal herido buscan a un perro que pueda hacer el número, el cual consiste en saltar por un aro de fuego, el caniche es remplazado por Bingo, allí le entra el pánico y es incapaz, debido a la presión del trabajador, este abandona por el pánico y arruina la actuación, momentos antes de huir, Bingo empieza a recordar un suceso que le marcó de por vida, cuando aún era un cachorro, un día se produjo un incendio en el circo donde murieron varios animales entre los que se encontraba la madre del propio Bingo. Después de esto, Bingo es expulsado por sus criadores.

### La primera vez y la mudanza
Pocos días después, Chuckie Devlin (Robert J. Steinmiller Jr.) va con sus amigos y el hermano mayor de este, Chickie (David French), pero es dejado atrás por estos ya que no se atreve a pasar por un río y se van sin esperarle, finalmente en un acto de valor, salta pero cae al agua bocabajo sin posibilidad de respirar, más tarde, Bingo llega hasta donde está él y le salva de morir ahogado. Enseguida se hacen amigos y conviven mucho. No tarda pues en encariñarse con el can y se lo lleva a su casa procurando que sus padres no se enteren, sin embargo va dejando mucho rastro suyo lo que causa que la familia sospeche que Chucky esconde un perro.
Un día le llega a su padre, (David Rasche) jugador de fútbol americano, la oferta de un equipo de Wisconsin forzando a su familia a mudarse con él hacia Green Bay en contra de los deseos de Chuckie, ante la inminente marcha, el chico mete al perro en una caja y le hace agujeros para que pueda respirar pidiéndole que permanezca ahí sin hacer ruido para que se lo pueda llevar a donde se mudarán pero por la noche se escapa de casa y se va con una perra de unos vecinos de al lado para filtrear. A la mañana siguiente, Chuckie descubre que el perro no está y luego de no lograr encontrar al animal, lamentablemente debe dejarlo atrás mientras llora, cuando Bingo ve al chico en el coche va detrás de él, la familia confirma entonces que había estado escondiendo ese perro y Chucky les pide insistentemente que lo dejen quedarse con él y le permitan subir pero su padre furioso acelera haciendo que el animal los pierda. Bingo empieza un viaje desde Colorado sin saber adonde se dirige su amigo, sabiendo que le estará siguiendo, Chuckie empieza a orinar con frecuencia en cada parada que realizan al igual que los perros (en la cuneta, un poste, señal de tráfico) para que Bingo pueda guiarse.

### Bingo en serio problema
Después de descansar los padres de este, toca reanudar la marcha, pero antes de subir al coche, Chuckie escribe una carta al perro en el que le pide que no se rinda y le indica que se dirigen a Green Bay, mientras tanto, el can empieza a vivir aventuras allá por donde va y a compartir el cariño de la gente que le da cobijo, entre los que se encuentra dos hombres que resultan ser unos secuestradores (Kurt Fuller y Joe Guzaldo) que mantienen a una familia como rehenes, es entonces cuando Bingo al descubrirlos, realiza una llamada a la policía, al tratarse de un perro, solo puede ladrar, sin embargo los recepcionistas creen que el perro está utilizando el teléfono para hacer bromas lo cual es delito, al no poder comunicarse con palabras, utiliza el código morse donde revela la localización en donde están, siendo la familia rescatada y los captores detenidos y llevados ante el juez, incluyendo al perro. Los tres son llevados a una prisión y el odio de los dos hacía el can empieza a hacerse evidente, Bingo es llevado a una celda donde comparte el sitio con un recluso (Wayne Robson) el cual le lee la carta que recibió, el preso se queda maravillado al saber que Bingo empieza a excavar un túnel por el que consiguen escapar, una vez fuera de la cárcel, los dos se separan, pero también se escapan los otros dos que se empeñan en atraparle. Después de varios días Bingo llega a Green Bay y consigue ubicar la dirección de Chuckie.
Una vez que va a su dirección finalmente logra encontrar a Chucky en la calle y cuando está a punto de ir hacia él, lo observa con un perro collie, triste se lleva un desengaño creyendo erróneamente que lo olvidó, cuando en realidad el perro era de una vecina de Chuckie quien le pagaba por pasearlo, Bingo demasiado triste, vaga por la ciudad. Sin nada de comida, encuentra en el contenedor de un restaurante donde comer, el dueño del local, lejos de tirarlo, lo acepta como empleado donde su trabajo es limpiar los platos con la lengua, y así comer gratis hasta más no poder. Los dos secuestradores que delató, llegan también a Green Bay y ponen letreros en los postes con un dibujo del perro ofreciendo recompensa a quien se los entregue o de informes. El letrero es visto por un empleado del restaurante y por Chucky que con eso se entera de que Bingo está en la ciudad. El empleado les informa a los secuestradores donde se encuentra el perro y se van por él sin darle la recompensa a cambio, Chucky llega al mismo lugar cuando ellos se han ido y el empleado le cuenta todo y a donde se dirigen.
Al salir del restaurante Bingo es interceptado por los dos secuestradores, de pronto Chucky llega y se enfrenta a ellos para liberar a su perro, el cual consigue escapar, sin embargo secuestran al chico. Mientras lo tienen secuestrado el niño les revela que su padre es el jugador estrella del equipo de fútbol de la ciudad (quienes tendrán el partido del Super Tazón pronto) ya que los secuestradores tienen enormes apuestas a favor del equipo contrario, deciden mantenerlo secuestrado.

### El secuestro en riesgo
Al mismo tiempo que también buscan al perro, los captores se llevan al niño a una nave industrial abandonada donde instalan una bomba dentro de una maleta, Bingo por otro lado va encima de la baca del vehículo sin que ellos lo sepan y llevándole hasta el sitio al que se dirigen. Debido a que Bingo no puede liberar a Chucky de donde esta atado y amordazado, aprovecha sus ropas (gorra y camiseta) para enseñárselas a su madre (Cindy Williams), pero ni ella ni su otro hijo (David French) le entienden hasta que reciben una llamada de los secuestradores (quienes a cambio de la liberación de su hijo, no quieren dinero sino que su padre falle los goles de campo y haga que su equipo pierda). El perro lleva al hermano de Chucky al lugar donde lo tienen secuestrado y luego de asegurarse donde lo tienen, regresa con su madre para llamar a la policía.
La policía llega al lugar junto con la madre y el hermano de Chucky y los secuestradores huyen, luego de una persecución finalmente consiguen cortarles el paso y rodearlos pero el problema no termina ahí porque aún tienen en sus manos el control para hacer explotar la bomba. El perro se queda en el lugar e intenta morder las cuerdas, pero se produce un incendio en la nave, urge entonces la necesidad de dar la alarma, pero Bingo está en la misma situación que al principio, el incendio del circo con la trágica perdida de su madre le ha causado un trauma, aun así hace frente a sus miedos y activa la alarma alertando a una centralita de bomberos.

### El rescate y final
Chuckie es rescatado, pero todavía sigue activa la bomba, la cual el can localiza y se la lleva lejos, al mismo tiempo, los dos captores son arrestados por la policía ante la atenta mirada de una madre ya por sí desquiciada por los nervios, el oficial de policía llama al padre de Chucky (que está en pleno juego) y le informa mintiendo que todo está bajo control haciéndole volver a su competitidad en el partido y anote un gol de campo que da la victoria de su equipo, el secuestrador al oír por la radio que su escuadra perdió se dispone a apretar el control remoto, pero en ese momento es disparado en la mano por un agente, con la mala fortuna que cae al suelo justo por el botón accionando el mecanismo del explosivo provocando una fuerte detonación, ante la explosión, tanto la mujer como Chuckie se desmayan fruto del shock.
Tras la experiencia vivida, Chuckie se despierta en un hospital todavía sin conocer la suerte que ha corrido el can, cuando su familia le lleva a dar una sorpresa ve cómo en la misma sala del hospital hay apiñados un montón de perros y otras personas, cuando se pregunta quienes son esa gente y esos perros, la madre le dice que son los dueños que Bingo ha tenido durante su viaje y los perros son sus amigos a los que rescató de un local donde servían hot dogs. Allí cada persona le dedica unas palabras de animo al joven y de admiración al can por la valentía de éste, entre los que se encuentran los captores y los criadores del circo. Es entonces cuando ve que Bingo está vivo y que tan solo se ha lesionado las patas. Finalmente su padre da el visto bueno a su hijo para que pueda quedarse con el perro. La película termina con un círculo alrededor de la cabeza de Bingo dando una mirada molesta a medida que avanzan los créditos.

## Reparto
- Cindy Williams es Natalie Devlin.
- David Rasche es Hal Devlin.
- Robert J. Steinmiller Jr. es Chuckie Devlin
- David French es Chickie Devlin.
- Kurt Fuller es Lennie.
- Joe Guzaldo es Eli.
- Glenn Shadix es Duke.
- Janet Wright es Emma Lois.
- Wayne Robson es Cuatro Ojos.
- Suzie Plakson es Ginger.
- Simon Webb es Steve.
- Tamsin Kelsey es Bunny.
- Chelan Simmons es Cindy Thompson.

### Reparto animal[1]
| Nombre                  | Raza                                                      | Papel                     | Observaciones |
| ----------------------- | --------------------------------------------------------- | ------------------------- | --- |
| Lacey                   | Border Collie                                             | Bingo                     | 3 años y medio en el momento del rodaje |
| Maui                    | Border Collie                                             | Bingo (sustituto)         | 2 años Cachorro varón de Lacey |
| Max                     | Border Collie                                             | Bingo (escenas de riesgo) | 6 años |
| Spike                   | Bulldog Americano                                         | Perro del Bar de Duke     | 1 año y 8 meses |
| Magic                   | Terrier                                                   | Perro del Bar de Duke     | 2 años Relacionado con Higgins por Benji |
| Christmas               | Mestizo (cruce de Border Collie con Terranova y Labrador) | Perro del Bar de Duke     | 7 años Cruce de tres razas Adquirido de una perrera de Los Ángeles y regalado a los adiestradores Mark y Dawn Wiener como regalo de bodas                     |
| Griz Bear               | Pastor Alemán                                             | Perro del Bar de Duke     | 4 años Fue rechazado del International Guiding Eyes (para ejercer de Perro guía) como cachorro debido a que se requería un acicalamiento para su pelaje largo |
| Snickers                | Terrier                                                   | Perro del Bar de Duke     | 2 años y medio Al igual que Magic, también guarda relación con Higgins                                                                                        |
| Bosco                   | Mestizo (Mezcla de Terrier albigrisaceo y Border Collie)  | Perro del Bar de Duke     | 11 meses Cruce de dos razas Cachorro varón de Snickers |
| Lady                    | Golden Retriever                                          | Perro del Bar de Duke     | 9 años Jubilada tras el rodaje |
| Tiki                    | Chihuahua                                                 | Perro del Bar de Duke     | 2 años Adquirido de una tienda de animales |
| Donna                   | Kodiak                                                    | Oso del bosque            | 3 años |
| Marilyn, Betty y Lauren | Caniches                                                  | Perros del circo          | |
| -                       | San Huberto                                               | Blue                      | Adquirido por el Servicio de Emergencias de Maple Ridge, Vancouver tras el rodaje                                                                             |

## Recepción

### Taquilla
Con un bajo presupuesto de $10 millones de dólares, la película solamente recaudó la pobre cantidad de $8,667,684 dólares, siendo la película menos taquillera de 1991.

### Críticas
Las críticas de la película no pudieron esperar desde su estreno, recibieron negativas y positivas sobre la trama de la película. El Washington Times le dio a Bingo una media estrella de cuatro, y lo consideró "El hijo problemático de las películas de mascotas".